# Eva Franch Gilabert
Eva Franch y Gilabert (Deltebre, 1978) es una arquitecta, comisaria, profesora y conferenciante internacional.
Inició sus estudios superiores en la Escuela Técnica Superior de Arquitectura de Barcelona el 1996, donde culminó con honores su Máster en Arquitectura el 2003. Entre 2001 y 2002 realizó un intercambio de estudios en los Países Bajos en la Universidad Técnica de Delft. En 2004, empieza su práctica profesional independiente como fundadora de OOAA (Office Of Architectural Affairs), desde donde desarrolla prácticas sociales y arquitectónicas a través de varios proyectos residenciales y de espacios públicos. Polifacética, creativa e investigadora, desde 2010 a 2018, fue comisaria jefa y directora ejecutiva de Storefront for Arte and Architecture de Nueva York.
Storefront es uno de los centros de arquitectura más transgresores del mundo. Es una organización sin ánimo de lucro, fundada el 1982, comprometida con las formas más innovadoras de arquitectura, arte y diseño. A través de exhibiciones, charlas, proyecciones, conferencias, publicaciones y performances la organización busca generar diálogo y ser un foro para las voces emergentes. La galería se financia gracias a la aportación de los miembros de la organización y de diferentes patrocinadores que hacen donaciones voluntarias.
En marzo de 2018,  es elegida directora de la Architectural Association School of Architecture de Londres por votación de sus miembros. En julio del 2020 es despedida por la comunidad de la AA al recibir un voto de censura a su labor.
Eva Franch ha comisariado proyectos internacionales y ha recibido numerosos premios y becas. Su trabajo se ha exhibido internacionalmente en el FAD de Barcelona, en la Bienal de Arquitectura de Venecia, en el Vitra Design Museum o la Bienal de Urbanismo y Arquitectura de Hong Kong y Shenzhen, entre otros.
En Storefront, uno de sus proyectos recientes es Cartas en el alcalde, un proyecto que invita los arquitectos a escribir cartas a los alcaldes de su ciudad como forma de abrir diálogo sobre la creación de la ciudad. El proyecto cuenta con más de diez ediciones a escala mundial incluyendo Nueva York, Ciudad de México, Buenos Aires, Atenas, Taipéi, Madrid, etc.
Ha publicado artículos y entrevistas en publicaciones de todo el mundo, incluyendo AD, Arquine, Bauwelt, Domus, Dwell, El País, New York Times, Metropolis, MOUSE, UP, Rolling Stone y Surface Magazine entre otras. Algunas de sus publicaciones son Agenda (Lars Muller, 2014) y Atlas (Lars Muller, 2015).
Ha sido jurado, conferenciante y crítica invitada en instituciones internacionales de arte, arquitectura y diseño.